# У променях сонця
«У променях сонця» (рос. В лучах солнца, кор. 태양 아래) — документальний фільм російського режисера Віталія Манського про життя восьмирічної школярки у Пхеньяні, столиці КНДР. Вона повинна вступити в дитячу організацію в День Сонця (державне свято на честь дня народження Кім Ір Сена). Фільм знімався за сприяння та під контролем північнокорейської влади, представники якої розраховували на те, що в ньому буде представлений пропагандистський образ щасливої родини. Однак Манський таємно знімав додатковий матеріал, у підсумкову версію фільму з додатковими 26 хвилинами він включив свої критичні коментарі.

## Думка режисера
Манський висловлює думку, що в КНДР створено великомасштабні декорації, покликані демонструвати благополучне життя. На його думку, багатоквартирний житловий будинок, в якому жила сім'я дівчинки, в реальності не був заселений, в квартирі спеціально для зйомок провели ремонт і внесли меблі; в сусідньому будинку він взагалі не помітив входу, а світло в квартирах, припустив він, включалось загальним рубильником. Манський каже, що влада змінила реальні професії батьків дівчинки і перевели їх на нові місця роботи, сімейний альбом піддався фотомонтажу. Також він вважає, що відвідані ним магазини в Пхеньяні — не справжні, в них не можна нічого купити, товари виставлені в демонстраційних цілях.
В цілому Манський вважає: «У КНДР сталося щось фантастичне, замішане на східній специфіці суспільних відносин, посилене війною… Трапилася аномалія». До поїздки Манський думав, що люди в Північній Кореї скуті страхом, проте під час зйомок він не відчував страху в оточуючих людях — це, як він вважає, «інша форма колективної свідомості», «для них норма — те, як вони живуть». Він каже, що для нього дуже важливо показати фільм в Росії: «Очевидно, що Росія занурюється в страх, за яким неминуче слідує втрата Свободи».

## Сюжет
Фільм розповідає про корейську сім'ю, в якій дівчинка, головна героїня на ім'я Зін Мі готується вступити в Дитячий союз. Показані сцени її навчання в школі, вечеря з сім'єю: батько каже їй, що потрібно їсти більше кімчі — у фільмі демонструється кілька дублів цієї сцени.
Її батько представлений як інженер на швейній фабриці (в реальності, за словами режисера, це журналіст), начальник швейного цеху дякує йому і повідомляє, що план виконаний цехом на 150 %. В наступному дублі цифра змінюється, вона говорить вже про 200 %.

## Виробництво
Манський пробув у КНДР близько року. Влада дозволила в'їзд знімальної групи за умови, що Манський виконає контракт, згідно з яким буде дотримуватися прописаного сценарію.
При цьому корейська сторона заздалегідь приготувала пропагандистський сценарій, в тому числі вигадала історію сім'ї в зйомках. Сам знятий матеріал органи цензури уважно перевіряли, щоб не допустити небажаних, на їхню думку сцен, а сім'ї, що знімається на камеру суворо заборонялося розмовляти зі знімальною групою. Проте режисер таємно продовжував знімати на камеру сцени між дублями, записуючи події на другу карту пам'яті, про яку не знали органи цензури.

## Оцінки
Фільм показали на кількох кінофестивалях, його позитивно сприйняли кінокритики. На сайті Rotten Tomatoes фільм має рейтинг 93 % на основі 28 рецензій.
Американський The Hollywood Reporter називав картину «захоплюючим дослідженням державної пропаганди, виявляючим похмуру правду, якої не дають увійти в кадр».
У рецензії «Афіші» говорилося: "Навмисна маніпулятивність фільму, тотальне оголення одного конструкту і паралельно навмисне створення іншого, нагадує «Акт вбивства» і «Погляд тиші» Джошуа Оппенхаймера.
Представник президента РФ з питань культурного співробітництва Михайло Швидкий звинуватив режисера в тому, що той зловживав довірою представників Північної Кореї, а також «підставив» північнокорейських партнерів з кіновиробництва. Швидкий вважає, що їх чекає неминуче покарання з боку влади КНДР; на його думку, фільм «не вартий сльози дитини». Манський частково відкидає ці звинувачення.
Роберт Бойнтон з Нью-Йоркського університету, автор книги про Північну Корею під назвою The Invitation-Only Zone (Зона тільки за запрошеннями) вважає, що «цей фільм підтверджує, що в дійсності [в Північній Кореї] все є постановкою. Що все, що ми бачимо — це те, що вони хочуть, щоб ми побачили, що люди говорять слова, які їм нав'язують, що все заплановане». Бойнтон також не вважає, що у сім'ї Зін Мі можуть бути які-небудь неприємності через фільм, на відміну від тих, хто дозволив Манському в'їзд в країну і стежив за його діями.

### Реакція у КНДР
Дізнавшись про викривальний характер фільму, КНДР почала боротися з його показами дипломатичними методами. Під час демонстрації фільму на кінофестивалях в Санкт-Петербурзі і Таллінні посольства КНДР висловлювали ноту протесту, вимагаючи зняти фільм з конкурсу. Сам фільм на прохання посольства був відкликаний з московських кінотеатрів мережі «Московське метро», при цьому представники КНДР спробували зірвати і закриту прем'єру для працівників кіноіндустрії.